# Manda' morra blues – Stein Ove's beste
Manda' morra blues – Stein Ove's beste är ett samlingsalbum med Stein Ove Berg, utgivet som CD 2004 av skivbolaget Grammofon.

## Låtlista
1. "Manda' morra blues" (från Kommer nå) – 3:49
2. "Ikke gråt om det er vinter og det snør" (från Egg) – 2:44
3. "Køntri-musikk" (från Når dagen kommer – 2:27
4. "Hu som du har" (från Når dagen kommer – 3:21
5. "Kommer nå" (från Kommer nå) – 3:45
6. "Søppelmannens etterjulsvise" (från Kommer nå) – 2:51
7. "Stine Maris vise" (från Vei-viser) – 2:35
8. "Willin'" (Lowell George, norsk text: Stein Ove Berg, från Vei-viser) – 3:02
9. "Helén" ("Lucille" av Hal Bynum/Roger Bowling, norsk text: Stein Ove Berg, från Når dagen kommer) – 3:41
10. "Lillestrøm-calypso" (Arve Torkelsen/Stein Ove Berg, från Egg) – 2:49
11. "Rollebytte i oppgang A" (Arve Torkelsen/Stein Ove Berg), från Kommer nå) – 3:24
12. "Hvor er hu som alltid kokte egget mitt for bløtt?" (Arve Torkelsen/Stein Ove Berg, från Egg) – 2:40
13. "Jeg har deg" (från Egg) – 3:11
14. "Den siste visa" (från Vei-viser) – 1:39
15. "Prøv å se meg som elva" (Eric Andersen, norsk text: Stein Ove Berg, från Egg) – 4:29
16. "Om jeg noensinne kommer hit igjen (från La dette bli min sang) – 2:34
17. "Hvilken vei" (från Egg) – 3:31
18. "La meg dra dit igjen" (från Vei-viser) – 3:22
19. "Visa di" (från Visa di) – 3:29
20. "Fattern's lille lullaby" (Stein Ove Berg/Leif S. Berg, från Kommer nå) – 3:17
21. "Frostklar som en morgen i oktober" (Dermot O'Reilly, norsk text: Stein Ove Berg, från Egg) – 3:36
22. "Lær meg å kjenne dine veie" (Trad./Jakob Paulli, från Det jeg skulle ha gitt) – 3:18
23. "Ukjent" (från Egg) – 1:23

- Alla låtar skrivna av Stein Ove Berg där inget annat anges.